# UGC 31
UGC 31 es una galaxia irregular localizada en la constelación de Pegaso.